# 1988 en Ontario
Chronologie de l'Ontario
- 1984
- 1985
- 1986
- 1987
- 1988
- 1989
- 1990
- 1991
- 1992

Cette page concerne des événements d'actualité qui se sont produits durant l'année 1988 dans la province canadienne de l'Ontario.

## Politique
- Premier ministre : David Peterson du parti libéral de l'Ontario
- Chef de l'Opposition :
- Lieutenant-gouverneur :
- Législature :

## Décès
- 20 mars : Gil Evans, musicien de big band jazz : arrangeur, compositeur, chef d'orchestre et pianiste (° 13 mai 1912).
- 4 juillet : Donald MacLaren, soldat (° 28 mai 1893).
- 8 septembre : Joseph Algernon Pearce (en), astrophysicien (° 7 février 1893).
- 27 septembre : George Grant (en), philosophe, professeur et commentateur politique (° 13 novembre 1918).
- 15 octobre : Victor Copps (en), 50e maire de Hamilton (° 21 mars 1919).